# Imre Gyöngyössy
Imre Gyöngyössy (* 25. Februar 1930 in Pécs; † 1. Mai 1994 in Budapest) war ein ungarischer Filmregisseur und Drehbuchautor.

## Leben
Gyöngyössy wurde in Pécs geboren und besuchte die Schule der Territorialabtei Pannonhalma in Pannonhalma. Er studierte an der Színház- és Filmművészeti Egyetem in Budapest Filmregie und Drehbuch und wurde 1950 in einem stalinistischen Schauprozess zu einer mehrjährigen Gefängnisstrafe verurteilt. Nach seiner Freilassung 1954 lebte er zwei Jahre im Untergrund. Erst 1956 erfolgte die Rehabilitation und die Fortsetzung seines Studiums, das er 1960/61 beendete. Er gehörte nach Ende des Studiums zu den Gründern des Balázs Béla Stúdiós, wo er die Kurzfilme Männerporträt (1964) und Ansichten einer Stadt (1965) realisierte. Er schrieb zudem Drehbücher und Theaterstücke. Seine erste Langfilmregiearbeit wurde 1967 Der goldene Drache, wobei er in Koregie mit László Ranódy zusammenarbeitete. Erstmals alleinig Regie bei einem Langfilm führte er zwei Jahre später bei Palmsonntag.
Ab Ende der 1960er-Jahre arbeitete er mit Barna Kabay (* 1948) als Drehbuchautor zusammen; beide schufen ab den 1970er-Jahren auch Filme in Koregie. Gyöngyössy, Kabay und Drehbuchautorin Katalin Petényi (* 1941), die Gyöngyössy 1980 heiratete, bildeten in der Folge ein immer enger zusammenarbeitendes Filmemachertrio und schufen gemeinsam Spiel- und Dokumentarfilme. Im Jahr 1980 siedelte das Trio in die Bundesrepublik Deutschland über und ließ sich am Starnberger See nieder. Sie gründeten in Bayern die Produktionsfirma Macropusfilm und realisierten Filme unter anderem im Auftrag des ZDF, WDR und NDR. Im Jahr 1983 drehte Gyöngyössy mit Barna Kabay den Spielfilm Hiobs Revolte, in dem ein jüdisch-chassidisches Ehepaar im Jahr 1943 einen christlichen Waisenjungen adoptiert. Der Film wurde 1984 für einen Oscar in der Kategorie Bester fremdsprachiger Film nominiert. In folgenden Spielfilmen, Dokumentarfilmen und Filmen in Mischform thematisierten Gyöngyössy, Kabay und Petényi immer wieder das Schicksal Verfolgter und Vertriebener, so in Boat People (1987) die Geschichte der vietnamesischen Flüchtlinge auf der Cap Anamur II und in den Filmen Heimatlos und Freiheit der Toten das Schicksal der Wolgadeutschen:

„Die… Mischung aus dokumentarisch umgesetztem Realismus und persönlicher Betroffenheit ist das fast durchgängige Motiv der Filme: allgemeinmenschliche, identifikatorische Verbundenheit mit den Opfern von Genozid und Verfolgung bis in die Gegenwart im schlichten Gewand des Doku-Dramas. Selten stehen historische Ursachen im Mittelpunkt. Dabei geht das Regieteam […] von der individuellen Erinnerung und traumatischen Erfahrung Überlebender aus.“

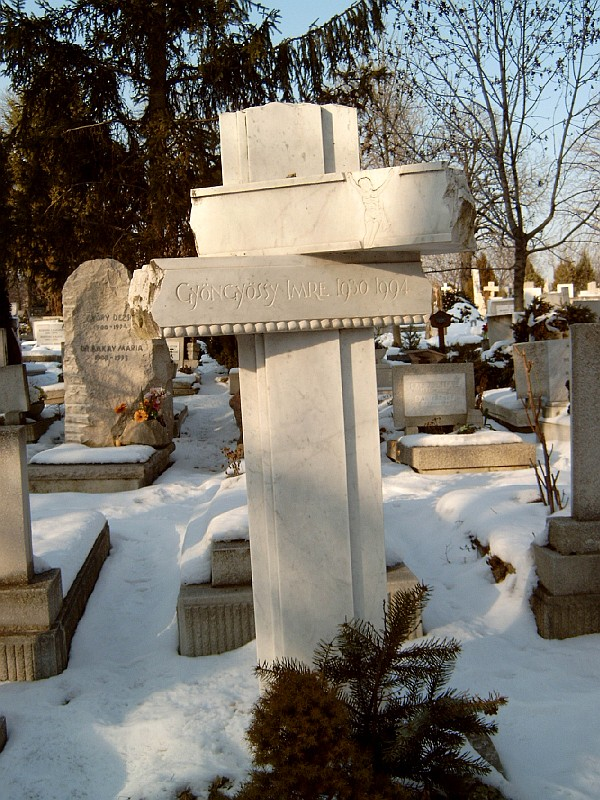
Grab von Imre Gyöngyössy in Budapest

Gyöngyössy starb nach schwerer Krankheit 1994 in Budapest und wurde auf dem dortigen Friedhof Farkasréti beigesetzt. Im Jahr 1997 veröffentlichten Petényi und Kabay ihren deutsch-ungarischen Dokumentarfilm In Memoriam Imre Gyöngyössy, der unter anderem bei den Internationalen Filmfestspielen von Venedig zwei Sonderpreise erhielt. Im Januar 1997 war in Hamburg und Berlin eine Retrospektive der Spiel- und Dokumentarfilme von Gyöngyössy, Kabay und Petényi unter dem Titel Hoffnung und Mythos – Radikaler Humanismus zu sehen.
Gyöngyössys Sohn Bence Gyöngyössy (* 1963) ist ebenfalls als Filmregisseur sowie als Produzent tätig.

## Filmografie (Auswahl)
- 1964: Männerporträt (Férfiarckép) (Kurzfilm)
- 1965: Ansichten einer Stadt (Változatok egy városról) (Kurzfilm)
- 1967: Der goldene Drache (Aranysárkány)
- 1969: Palmsonntag (Virágvasárnap)
- 1972: Die Legende über den Tod und die Auferstehung von zwei Jungen (Meztelen vagy)
- 1974: Die Söhne des Feuers (Szarvassá vált fiúk)
- 1975: Die Wartenden (Várakozók)
- 1977: Ein ganz gewöhnliches Leben (Két elhatározás)
- 1978: Havasi selyemfiú
- 1980: Bruchteile des Lebens (Töredék az életröl)
- 1981: Pusztai emberek
- 1983: Hiobs Revolte (Jób lázadása)
- 1984: Yerma
- 1985: Add tudtára fiaidnak
- 1986: Loan
- 1986: Der Wunderrabbi
- 1987: Boat People
- 1988: Mondzirkus (Cirkusz a holdon)
- 1989: Siebenbürgen – süße Heimat
- 1990: Heimatlos
- 1991: Freiheit der Toten
- 1991: Fünfzig Jahre Schweigen (Számüzöttek)
- 1994: Europa ist weit
- 1994: Tod im seichten Wasser (Halál sekély vízben)

## Auszeichnungen (Auswahl)
- 1978: Spezialpreis der Jury, Chicago International Film Festival, für Ein ganz gewöhnliches Leben
- 1978: Adolf-Grimme-Preis 1978 mit Gold für Ein ganz gewöhnliches Leben
- 1988: Nominierung Gold Hugo, Chicago International Film Festival, für Boat People
- 1991: Preis der Ökumenischen Jury, Montréal World Film Festival, für Fünfzig Jahre Schweigen
- 1994: Publikumspreis, Rotterdam International Film Festival, für Ein ganz gewöhnliches Leben